# Notodden Station
 Ikke at forveksle med Notodden Station (1909-1919) og Notodden skysstasjon.
Notodden Station (Notodden stasjon eller Notodden nye stasjon) er en jernbanestation på Tinnosbanen, der ligger i byen Notodden i Norge. Stationen fungerer som endestation for NSB's tog fra Porsgrunn. Stationen har desuden en tømmerterminal med fire spor.

## Historie
Stationen blev taget i brug i 1919, da Tinnosbanen blev forbundet med Bratsbergbanen. Ved etableringen erstattede den byens hidtidige station fra Tinnosbanens åbning i 1909. Stationsbygningen, der blev opført efter tegninger af Gudmund Hoel, stod færdig i 1917, to år før ibrugtagningen.
I 1991 ophørte driften på Tinnosbanen nord for Notodden. I 2004 omlagdes trafikken sydfra ad en 800 meter lang strækning til Notodden kollektivterminal (nu Notodden skysstasjon) tættere på centrum. Stationen fra 1919 havde derefter ingen betjening af persontog men eksisterede dog fortsat.
I slutningen af juli 2011 blev stationsområdet ramt af oversvømmelser med efterfølgende jordskred. En stor del af de bevaringsværdige infrastruktur blev beskadiget eller ødelagt, og både drejeskive og remise kunne nær være røget ned i den nærliggende bådehavn. Jernbaneverket lovede imidlertid umiddelbart efter at genopbygge stationen. I juni 2012 var genopbygningen færdig, og stationen blev genåbnet 9. juni. Anledningen blev benyttet til at opgradere signalanlægget.
10. august 2015 fik stationen persontrafikken tilbage, da det ikke var muligt at elektrificere sporet til Notodden skysstasjon. I stedet er der busforbindelse fra stationen til Notodden skysstasjon.